# 2009-es Australian Open – vegyes páros
A 2009-es Australian Open vegyes páros versenyét az indiai Szánija Mirza–Mahes Bhúpati-duó nyerte a Nathalie Dechy, Andi Rám alkotta páros előtt.

## Kiemeltek
1. Cara Black /  Lijendar Pedzs (Második kör)
2. Jen Ce /  Mark Knowles (Második kör)
3. Lisa Raymond /  Marcin Matkowski (Első kör)
4. Liezel Huber /  Jamie Murray (Második kör)
5. Aljona Bondarenko /  Andre Sa (Első kör)
6. Květa Peschke /  Pavel Vizner (Első kör)
7. Anabel Medina Garrigues /  Tommy Robredo (Elődöntősök)
8. Katerina Bondarenko /  Jordan Kerr (Első kör)

## Főtábla
- Q = Kvalifikációból felkerült
- WC = Szabadkártyás
- LL = Szerencsés vesztes
- r = feladta
- w/o = visszalépett
- ALT = helyettes

|  | Elődöntő | Elődöntő                              | Elődöntő | Elődöntő                    | Elődöntő |                         |   | Döntő | Döntő | Döntő | Döntő | Döntő |  |
|  |          |                                       |          |                             |          |                         |   |       |       |       |       |       |  |
|  | 7        | Anabel Medina Garrigues Tommy Robredo | 67       | 4                           |          |                         |   |       |       |       |       |       |  |
|  | 7        | Anabel Medina Garrigues Tommy Robredo | 67       | 4                           |          |                         |   |       |       |       |       |       |  |
|  |          | Nathalie Dechy Andi Rám               | 7        | 6                           |          |                         |   |       |       |       |       |       |  |
|  |          | Nathalie Dechy Andi Rám               | 7        | 6                           |          | Nathalie Dechy Andi Rám | 3 | 1     |       |       |       |       |  |
|  |          |                                       |          |                             |          | Nathalie Dechy Andi Rám | 3 | 1     |       |       |       |       |  |
|  |          |                                       | WC       | Szánija Mirza Mahes Bhúpati | 6        | 6                       |   |       |       |       |       |       |  |
|  |          | Iveta Benešová Lukáš Dlouhý           | WC       | Szánija Mirza Mahes Bhúpati | 6        | 6                       | 4 | 1     |       |       |       |       |  |
|  |          |                                       |          |                             |          |                         |   | 1     |       |       |       |       |  |
|  | WC       | Szánija Mirza Mahes Bhúpati           | 6        | 6                           |          |                         |   |       |       |       |       |       |  |